# Marcin Wrona (reżyser)

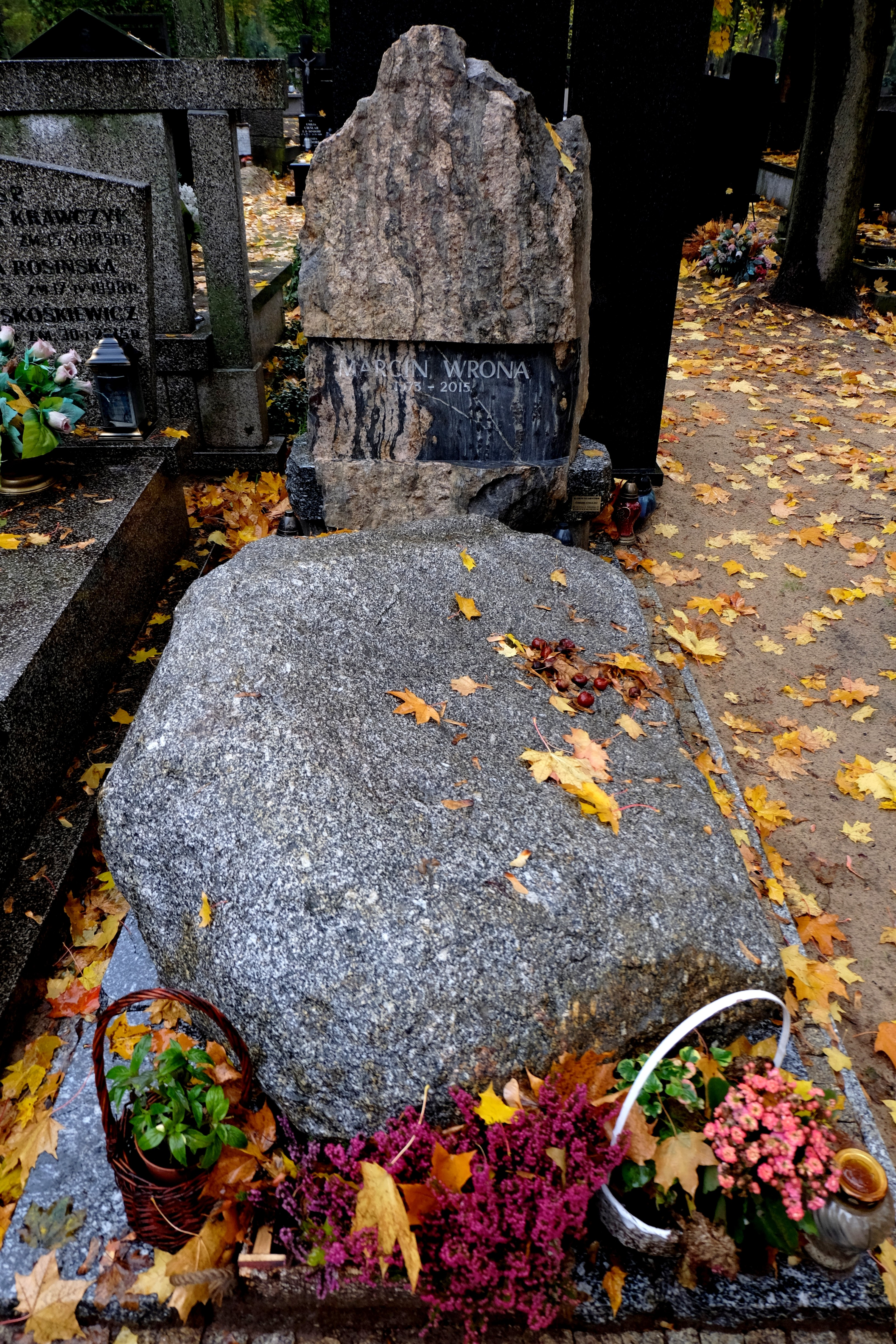
Grób Marcina Wrony na Cmentarzu Wojskowym na Powązkach w Warszawie

Marcin Stefan Wrona (ur. 25 marca 1973 w Tarnowie, zm. 19 września 2015 w Gdyni) – polski reżyser oraz producent filmowy, telewizyjny i teatralny, scenarzysta. Członek Europejskiej i Polskiej Akademii Filmowej.

## Życiorys
Początkowo uprawiał koszykówkę. Był członkiem juniorskiej kadry Polski. W barwach Unii Tarnów w latach 1989–1992 rozegrał 8 meczów w ówczesnej II lidze. Ze względów zdrowotnych zakończył karierę sportową.
Został absolwentem filmoznawstwa na Uniwersytecie Jagiellońskim w Krakowie oraz reżyserii na Wydziale Radia i Telewizji Uniwersytetu Śląskiego w Katowicach. Ukończył Mistrzowską Szkołę Reżyserii Andrzeja Wajdy oraz Binger Film Institute w Amsterdamie (2005).
Od 2006 był nauczycielem akademickim i nauczał reżyserii na Wydziale Radia i Telewizji Uniwersytetu Śląskiego w Katowicach, w 2010 uzyskał stopień doktora sztuk filmowych w oparciu o film Moja krew.
Ze swoim studenckim filmem Człowiek magnes (2001) odwiedził około 100 międzynarodowych festiwali otrzymując wiele nagród. Na wielu z nich film zdobył uznanie, m.in. na Tribeca Film Festival w kategorii Najlepszy Film Studencki. Kolejny film krótkometrażowy Telefono (2004), został doceniony przez Pedro Almodovara i dołączony do hiszpańskiego wydania kolekcji DVD tego reżysera.
Jego debiutancki film Moja krew miał premierę na Festiwalu Filmowym w Rzymie (2009). Film otrzymał Nagrodę Dziennikarzy i Nagrodę za najlepszy scenariusz na Festiwalu Debiutów w Koszalinie, a także Główną Nagrodę polskiej edycji konkursu Hartley-Merril (2007) oraz Trzecią Nagrodę w Międzynarodowym Finale Konkursu Hartley-Merril w Cannes (2007, tytuł roboczy: Tamagotchi). Film był pokazywany na wielu festiwalach i otrzymał nagrody m.in. w Nikozji i Avance.
Drugi pełnometrażowy film fabularny Chrzest (2010) miał europejską premierę na MFF w San Sebastián, światową na MFF w Toronto oraz polską podczas WFF. Film otrzymał Srebrne Lwy na Festiwalu Polskich Filmów Fabularnych Gdynia (2010) oraz wiele innych nagród na międzynarodowych festiwalach, m.in.: Grand Prix w Mons Love IFF (2011, Belgia) oraz w Pradze na Febiofest (2011), a także Grand Prix OFF Plus Camera w Krakowie (2011) i nagrodę w Reykjavíku (2010). Film ma dystrybucję kinową m.in. w USA, Wielkiej Brytanii, Rumunii, na Węgrzech i w Hiszpanii.
Nad filmem Demon (2015, koprodukcja polsko-izraelska) pracował z Itayem Tiranem w roli głównej.
W telewizji wyreżyserował kilka spektakli, m.in. Kolekcję według Harolda Pintera (2006), Moralność pani Dulskiej Gabrieli Zapolskiej z Magdaleną Cielecką w roli głównej (2013), a także przedstawienia Pasożyt (2003) oraz Doktor Halina (Scena Faktu, 2008). Reżyserował też seriale (Lekarze, Ratownicy).
Zajmował się także reżyserią teatralną. W 2004 wyreżyserował spektakl Uwięzieni w Teatrze Rozmaitości w Warszawie, w 2013 musical Chopin musi umrzeć wystawiony równolegle w Warszawie i Londynie.
Zmarł 19 września 2015, podczas trwającego wówczas Festiwalu Filmowego w Gdyni, w którym brał udział jego film Demon. O godz. 5.30 w jednym z hoteli w Gdyni ciało reżysera znalazła jego żona. Marcin Wrona popełnił samobójstwo poprzez powieszenie. Został pochowany 24 września 2015 roku na Cmentarzu Wojskowym na Powązkach (kwatera D-5-26).

## Filmografia
- Przeprowadzki (2000–2001), współpraca reżyserska
- Człowiek Magnes (2001), reżyseria, scenariusz
- Przedwiośnie (2001), asystent reżysera
- Przedwiośnie (2002), asystent reżysera
- Moja krew (2009), reżyseria, scenariusz (współscenarzyści – Grażyna Trela, Marek Pruchniewski)
- Chrzest (2010), reżyseria, koproducent (scenarzyści – Grzegorz Jankowski, Grażyna Trela, Dariusz Glazer)
- Ratownicy (2010), reżyseria
- Lekarze (2012–2014), reżyseria
- Moralność Pani Dulskiej, spektakl telewizyjny (2013), reżyseria, scenariusz[10]
- Ich czworo, spektakl telewizyjny (2015), reżyseria, scenariusz
- Demon (2015), reżyseria, scenariusz
- Rojst, druga seria (2021), autor pierwowzoru scenariusza pod nazwą „Mord”, razem z Pawłem Maśloną[11]

## Wybrane nagrody i wyróżnienia
- Tribeca Film Festival
  - Nagroda za najlepszy Film Studencki (Człowiek Magnes, 2002)[12]
  - Wyróżnienie w kategorii Filmu Krótkometrażowego (Człowiek Magnes, 2002)
- Festiwal „Dwa teatry”
  - Honorowa nagroda pozaregulaminowa za Debiut Reżyserski (Pasożyt, 2004)
  - Nagroda za reżyserię (Skaza, 2006)
  - Nagroda za reżyserię (Moralność pani Dulskiej, 2013)
- Koszaliński Festiwal Debiutów Filmowych „Młodzi i Film” (Koszalin)
  - Nagroda za Scenariusz (Moja krew, 2009)
  - Nagroda Dziennikarzy (Moja krew, 2009)
- Cypryjski Międzynarodowy Festiwal Filmowy w Nikozji
  - „Złota Afrodyta” w kategorii: najlepszy scenariusz (Moja krew, 2010)
  - „Złota Afrodyta” w kategorii: najlepszy film (Moja krew, 2010)
  - „Złota Afrodyta” w kategorii: najlepszy reżyser (Moja krew, 2010)
- Festiwal Polskich Filmów Fabularnych (Gdynia)
  - Srebrne Lwy (Chrzest, 2010)
- Nagroda Ministra Kultury (2010)
- Nominacja do Paszportów Polityki (2010)
- Europejskie Festiwal Filmowy w Ploiesti
  - Nagroda za reżyserię (Chrzest, 2011)
- Off Plus Camera
  - Nagroda Główna „Polski Noble Filmowy” w Konkursie Polskich Filmów Fabularnych (Chrzest, 2011)